# Brahiosaur
Brahiosaur (gušter-ruka) je dinosaur s kraja jure.
Ime je dobio jer su mu prednji udovi bili duži nego zadnji.
Dugo je bio najveći poznati dinosaur. Prvi mu je kostur nađen u Grand River kanjonu u Coloradu u SAD-u. Nađeni su poslije kosturi dinosaura koji su brahiosaura prešli u dimenzijama. Takav je recimo argentinosaur.
Brahiosaur je bio dug 25 metara, a glavu je mogao podići 13 metara iznad zemlje. Međutim, postoje dokazi da je bio viši od navedena broja. Težio je 15 do 78 tona.
Bio je dvonožni biljojed maloga mozga.
Imao je građu žirafe, rupičastu lubanju i 8 pandži.